# Summer Sanders
	Summer Elisabeth Sanders (Roseville (Californië), 21 augustus 1972) is een Amerikaanse zwemster.

## Biografie
Sanders won tijdens de Olympische Zomerspelen van 1992 de gouden medaille op de 200m vlinderslag en de 4x100m wisselslag, op de estafette kwam Sanders alleen uit in de series.
Op de 200m wisselslag won Sanders zilver achter Lin Li en brons op de 400m wisselslag.
Sanders is getrouwd geweest met zwemmer Mark Henderson.

## Internationale toernooien
| Jaar | OS | WK                                                   | Pan Pacs                                                                   |
| ---- | --- | ---------------------------------------------------- | -------------------------------------------------------------------------- |
| 1989 | |                                                      | 200m wisselslag                                                            |
| 1990 | |                                                      |                                                                            |
| 1991 | | 200m vlinderslag · 200m wisselslag · 400m wisselslag | 8e 100m vlinderslag · 200m vlinderslag · 200m wisselslag · 400m wisselslag |
| 1992 | 6e 100m vlinderslag · 200m vlinderslag · 200m wisselslag · 400m wisselslag · 4x100m wisselslag · Sanders zwom enkel de series |                                                      |                                                                            |
| 1993 | |                                                      |                                                                            |
| 1994 | |                                                      |                                                                            |
| 1995 | |                                                      | 13e 100m vlinderslag 8e 200m vlinderslag (series) 9e 200m wisselslag       |

1968: Ada Kok ·
1972: Karen Moe ·
1976: Andrea Pollack ·
1980: Ines Geißler ·
1984: Mary T. Meagher ·
1988: Kathleen Nord ·
1992: Summer Sanders ·
1996: Susie O'Neill ·
2000: Misty Hyman ·
2004: Otylia Jędrzejczak ·
2008: Liu Zige ·
2012: Jiao Liuyang ·
2016: Mireia Belmonte ·
2020: Zhang Yufei ·
2024: Summer McIntosh
- Library of Congress Control Number: n99020280
- Virtual International Authority File: 73183430
- WorldCat: E39PBJcrdpXm6VCq3HBpV6bKh3